# Begonia gossweileri
Espèce
Begonia gossweileri est une espèce de plantes de la famille des Begoniaceae.
L'espèce fait partie de la section Filicibegonia.
Elle a été décrite en 1961 par Edgar Irmscher (1887-1968).

## Répartition géographique
Cette espèce est originaire d' Angola.